# Piz Palü
Der Piz Palü ([ˌpitspɐˈly]ⓘ) ist ein 3899 m ü. M. hoher Berg der Berninagruppe im Grenzgebiet zwischen dem Schweizer Kanton Graubünden und der italienischen Provinz Sondrio (Lombardei).

## Beschreibung

Piz Palü, Blick nach Süden Piz Zupò, historisches Luftbild von Werner Friedli (1949)

Nach Westen hin ist er durch die Fuorcla Bellavista genannte Scharte von der Bellavista abgesetzt. Nach Osten und Süden fällt er etwa 30° zum Vadret da Palü (Palügletscher) und zum Gletscherplateau des Altipiano di Fellaria ab. Nordseitig fusst der Piz Palü im Persgletscher, der sich noch bis 2015 weiter unten mit dem Morteratschgletscher vereinigte. Nach Nordosten ist er durch die Fuorcla Pers-Palü vom Piz Cambrena getrennt. Wie die ganze Berninagruppe wird der Palü den Ostalpen zugerechnet.
Mit seinen drei Gipfeln und vier nordseitig eingelagerten Hängegletschern, die von drei sich ebenmässig aus dem Persgletscher erhebenden Pfeilern getrennt werden, gilt der Palü als einer der schönsten Gletscherberge überhaupt. Zu seiner Bekanntheit trägt bei, dass er seine Schauseite der Diavolezza zuwendet, deren Bergstation jährlich von Tausenden Touristen bequem per Bergbahn erreicht wird.
Die Höhe des Haupt- oder Mittelgipfels (Muot dal Palü, [ˌmuə̯tdɐlpɐˈly]ⓘ) wird vom Schweizer Bundesamt für Landestopografie zurzeit mit 3899 m ü. M. angegeben. Der Ostgipfel (Piz Palü Orientale) ist mit 3882 m ü. M. nur wenig niedriger. Der felsige Westgipfel (Piz Spinas) kotiert bei 3823 m ü. M.
Das Palü-Massiv befindet sich etwa 13 km südsüdöstlich von Pontresina. Die Staatsgrenze zwischen der Schweiz und Italien verläuft von der Bellavista im Westen kommend über den Piz Spinas in Richtung Mittelgipfel bis zum Punkt 3898 der Landeskarte und biegt dann, anfänglich einem kurzen Felsgrat folgend, nach Süden auf das Gletscherplateau Altipiano di Fellaria ab. Der Hauptgipfel liegt somit zur Gänze auf Schweizer Territorium.

## Name
Der Name Palü leitet sich von lateinisch palus ‚Sumpf‘ ab. Von der 4 km östlich gelegenen Alpe Palü, die auf sumpfigem Grund lag, ging der Name auch auf den Berg über. Die mitunter anzutreffende Meinung, Piz Palü heisse «bleicher Berg», wird mehrheitlich für unzutreffend gehalten.

## Alpinistisches

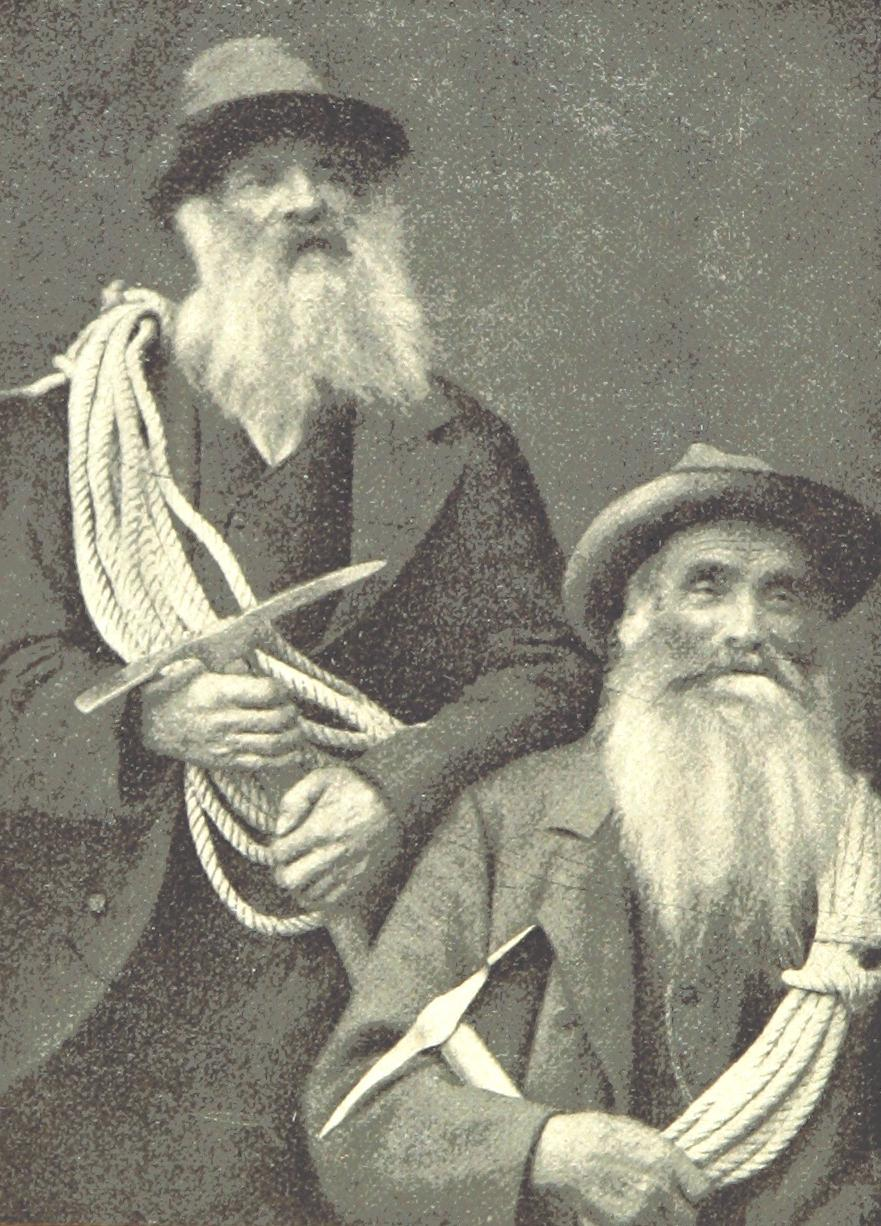
Hans und Christian Grass aus Pontresina

Die erste gesicherte Besteigung des Palü-Hauptgipfels gelang 1866 dem Engländer Kenelm Edward Digby mit seinem Führer Peter Jenny und einem Träger. Zuvor erreichten Oswald Heer, Peter Flury und Meuli mit den Führern Johann Madutz und dem «König der Bernina» Gian Marchet Colani am 12. August 1835 vermutlich nur den Ostgipfel des Berges. Die erste Überschreitung des Gipfelgrates gelang den Führern Hans und Christian Grass mit den Herren Albert Wachtler, Wallner und Georg am 22. Juli 1868 von der Bellavistaseite kommend.
Der heutige Normalanstieg auf den Piz Palü führt von der Diavolezza im Norden über den zerklüfteten Persgletscher auf die Schulter des Ostgrates und von dort über die zum Teil ausgesetzte und steile Schneide zum Ost- und Hauptgipfel. Die Route ist bei guten Verhältnissen mit dem Grad WS auf der SAC-Skala technisch wenig anspruchsvoll, bei Blankeis aber stellenweise durchaus heikel. Die Eisbrüche am Fuss des Piz Cambrena und die zahlreichen, oft tückischen Gletscherspalten erfordern eine sorgfältige Wegwahl, alpine Erfahrung und eine komplette Hochtourenausrüstung, hinterlassen aber starke Eindrücke. Bis zum Mittelgipfel sollte man von der Diavolezza mindestens vier bis fünf Stunden veranschlagen. Bei winterlichen Skitouren auf den Piz Palü werden die Skier in der Regel am Ostgrat abgelegt, und die Bergsteiger überwinden den letzten Gratanstieg mit Steigeisen.

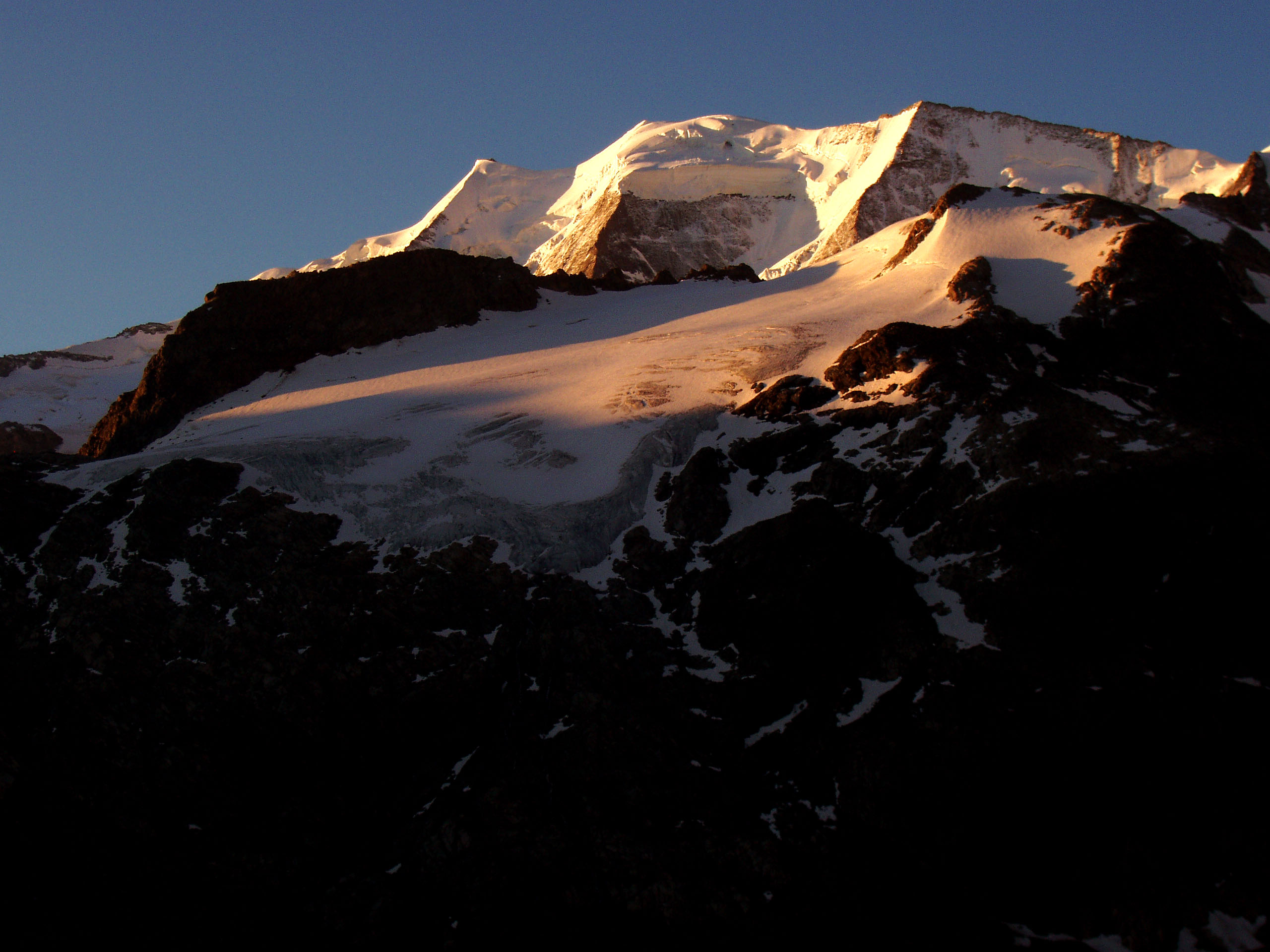
Ansicht des Piz Palü von Boval

Mit dem oft gewählten Abstieg über Piz Spinas, Fuorcla Bellavista und Fortezzagrat ergibt sich eine schöne Überschreitung des Berges. Bei guten Verhältnissen übersteigen die klettertechnischen Schwierigkeiten im Fels des Spinas- und Fortezzagrates nicht den Grad II der UIAA-Skala, bei Neuschnee oder Vereisung steigen die Anforderungen an die Begeher jedoch sprunghaft. Im Abstieg hat man die Wahl, ob man zur Diavolezza zurückkehrt oder zur Bovalhütte jenseits des Morteratschgletschers absteigt. Von der Fuorcla Bellavista kann man auch über die Bellavistaterrassen zur Marco-e-Rosa-Hütte (auf italienischem Staatsgebiet gelegen) weitergehen, die als hochgelegener Stützpunkt zur Besteigung des Piz Bernina dient. Die Südanstiege auf den Piz Palü sind einfacher und kürzer als die Nordrouten über den Persgletscher oder den Fortezzagrat, jedoch bei weitem nicht so populär.

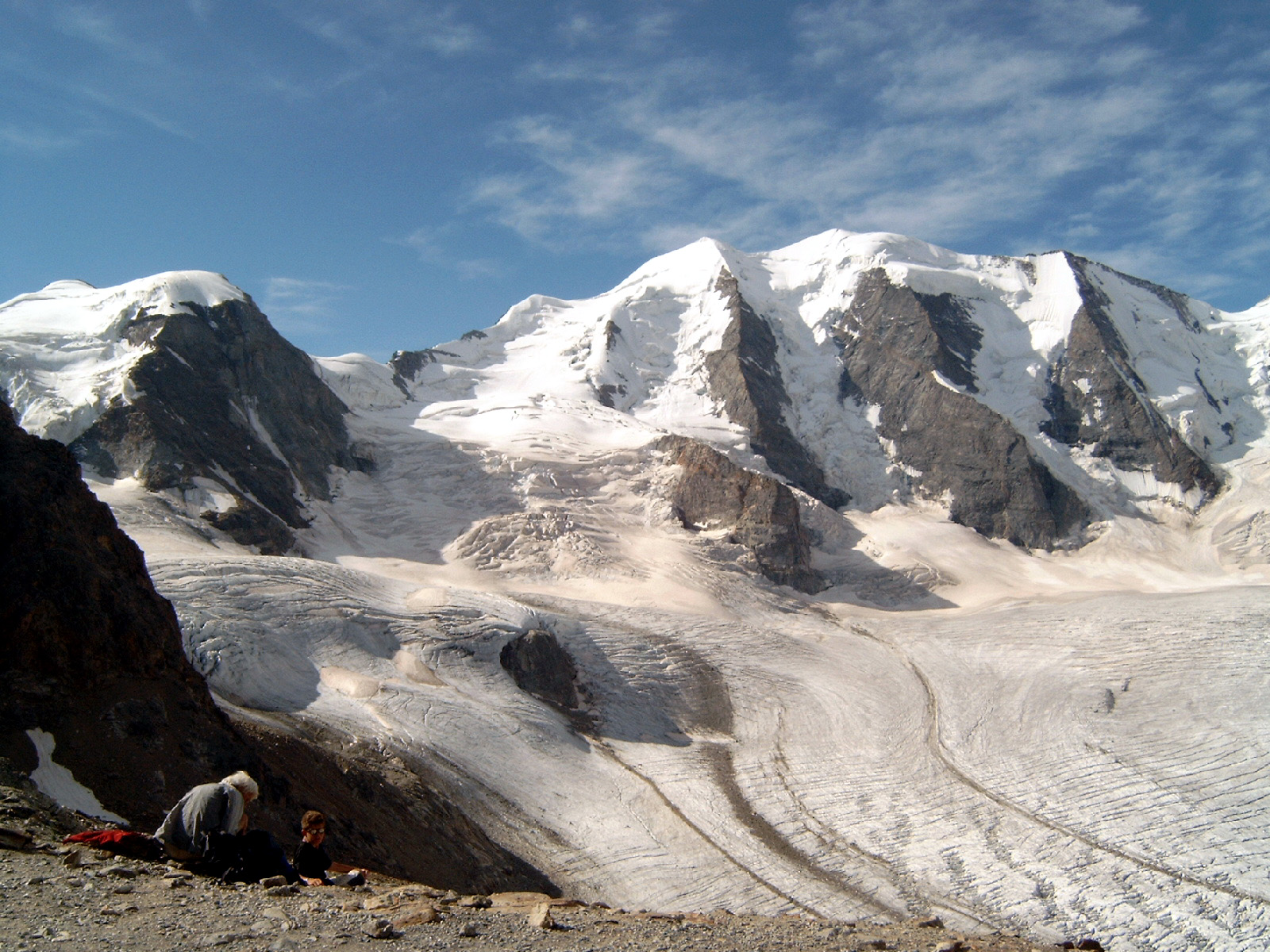
Piz Palü und Piz Cambrena (links), davor Persgletscher, gesehen von der Diavolezza

Auch die Nordwandpfeiler werden von Alpinisten schärferer Richtung häufig und gerne begangen. Besonders gilt dies für den Zentralpfeiler und den Nordpfeiler des Ostgipfels:
- Die Route über den Nordpfeiler des Mittelgipfels, die oben durch die „Eisnase“ (75°) abgeriegelt wird, wartet mit felstechnischen Schwierigkeiten im Grad V+ der UIAA-Skala auf.[3] Sie wurde erstmals am 1. September 1887 von Theodor Bumiller[4], Martin Schocher, Johann Gross und Christian Schnitzler durchstiegen. Der Sporn wird nach dem Erstbesteiger häufig auch als Bumillerpfeiler bezeichnet.
- Den Nordpfeiler des Ostgipfels, ebenfalls eine Route mit Kletterstellen bis zum IV+. Grad, erstiegen erstmals Moriz von Kuffner, Martin Schocher und Alexander Burgener am 22. August 1899. Er wird daher auch als Kuffner-Pfeiler bezeichnet.
- Der dritte Nordwandpfeiler, die Cresta Spinas auf den Westgipfel, wurde am 31. Juli 1899 von dem Briten J. T. Burton-Alexander in Begleitung der einheimischen Führer Christian Zippert und Florian Grass erstbegangen (Schwierigkeiten im Fels bis V-).

2002 kletterten Toni Steurer und Walter Hölzler innerhalb von 24 Stunden in einem Hattrick über die drei Nordwandpfeiler des Piz Palü. Dabei starteten sie ihr Unternehmen mit dem Fahrrad in St. Moritz am Bahnhof und beendeten die Trilogie nach 23 Stunden und 40 Minuten wieder an ihrem Ausgangspunkt in St. Moritz „by fair means“.
Die zwischen den Pfeilern in der Nordwand eingelagerten Hängegletscher sind ebenfalls alle durchstiegen worden. Aufgrund der andauernden Eisschlaggefahr sind diese Routen jedoch objektiv sehr gefährlich.

## In der Kunst
Bis heute bekannt ist der Stummfilm Die weiße Hölle vom Piz Palü des Bergfilmpioniers Arnold Fanck mit Leni Riefenstahl aus dem Jahre 1929, der 1935 auch in einer gekürzten Tonfilmfassung veröffentlicht wurde. Dieser Film wird darüber hinaus in einer Schlüsselszene in Inglourious Basterds genannt, in der einer der Saboteure sich als Bewohner eines Dorfes „im Schatten des Piz Palü“ ausgibt und sich dabei auch auf den Film bezieht.
Teile der Eröffnungsszene des Films Im Angesicht des Todes wurden 1984 auf dem Palügletscher gedreht. Die Schweizer Berglandschaft diente im Film als Kulisse für Sibirien. In der Szene flieht James Bond auf einem improvisierten Snowboard vor sowjetischen Militärs.

## Panorama

Hochauflösendes (26k*9k) Panorama von der Diavolezza aus